# Осыпь

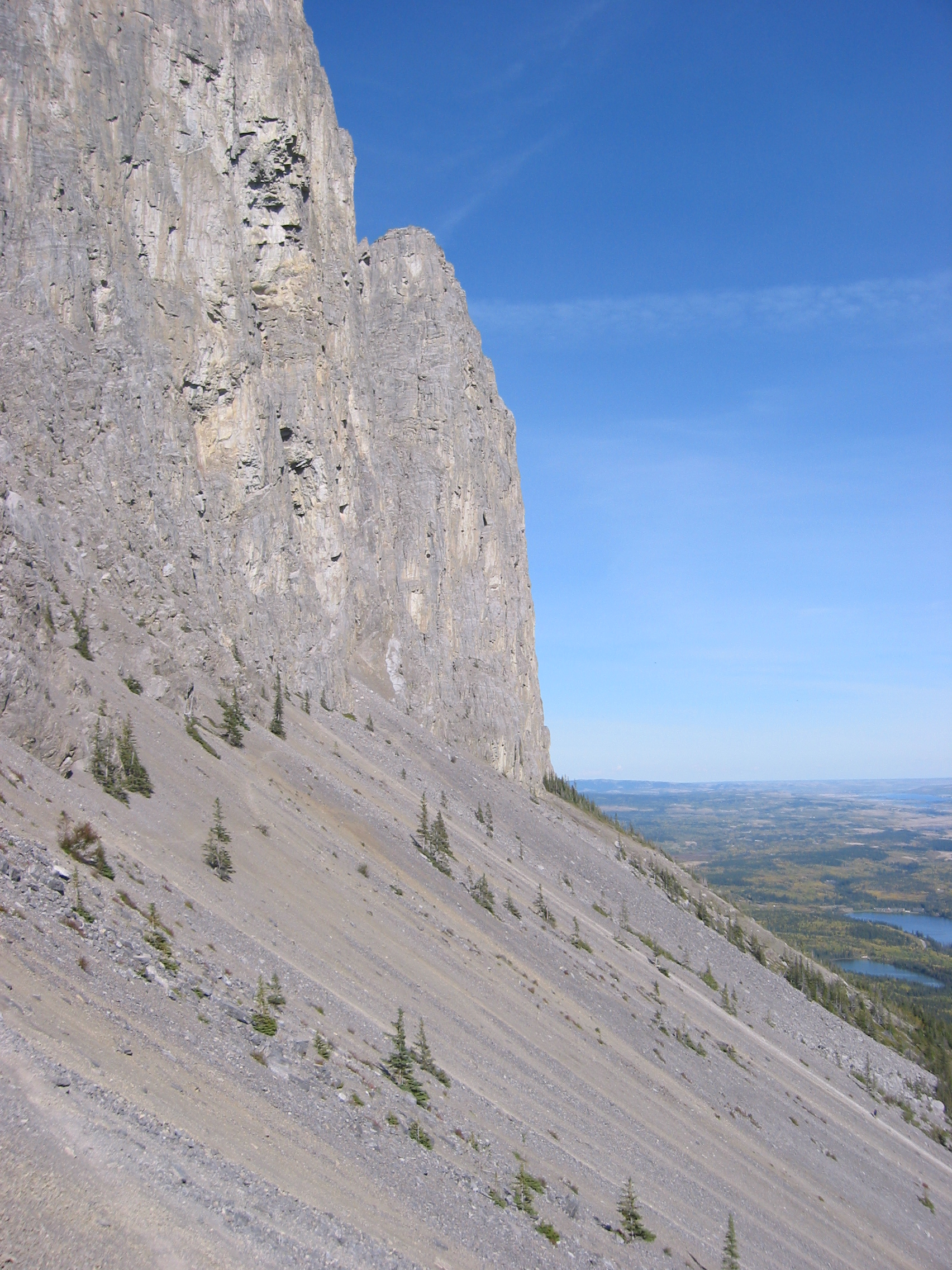

Осыпь — скопление на склонах гор и скал камней, а также скопление обломков горных пород различного размера на склонах или у подножий гор и холмов.
Состоят из слабо отсортированных обломков. Как правило, у подножий они самые крупные, в верхних частях осыпей мельче. Обломки горных пород по мере накопления постепенно перемещаются вниз по склону под влиянием силы тяжести. Осыпи образуются на склонах гор и у их подножий в результате физического выветривания.
Осыпь — также древний русский термин, обозначавший земляную ограду, то есть вал.

## Галерея

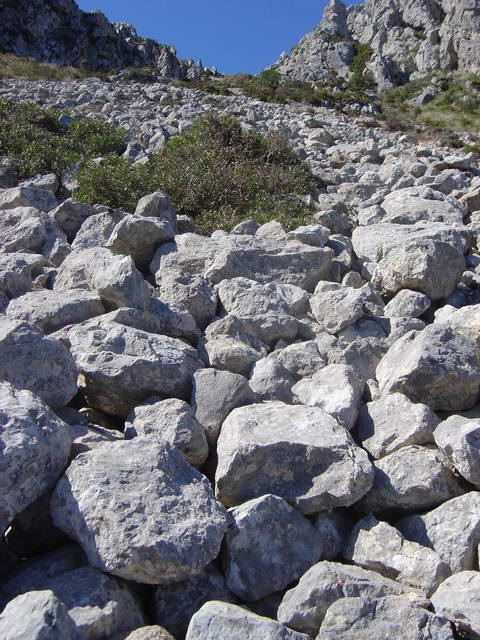
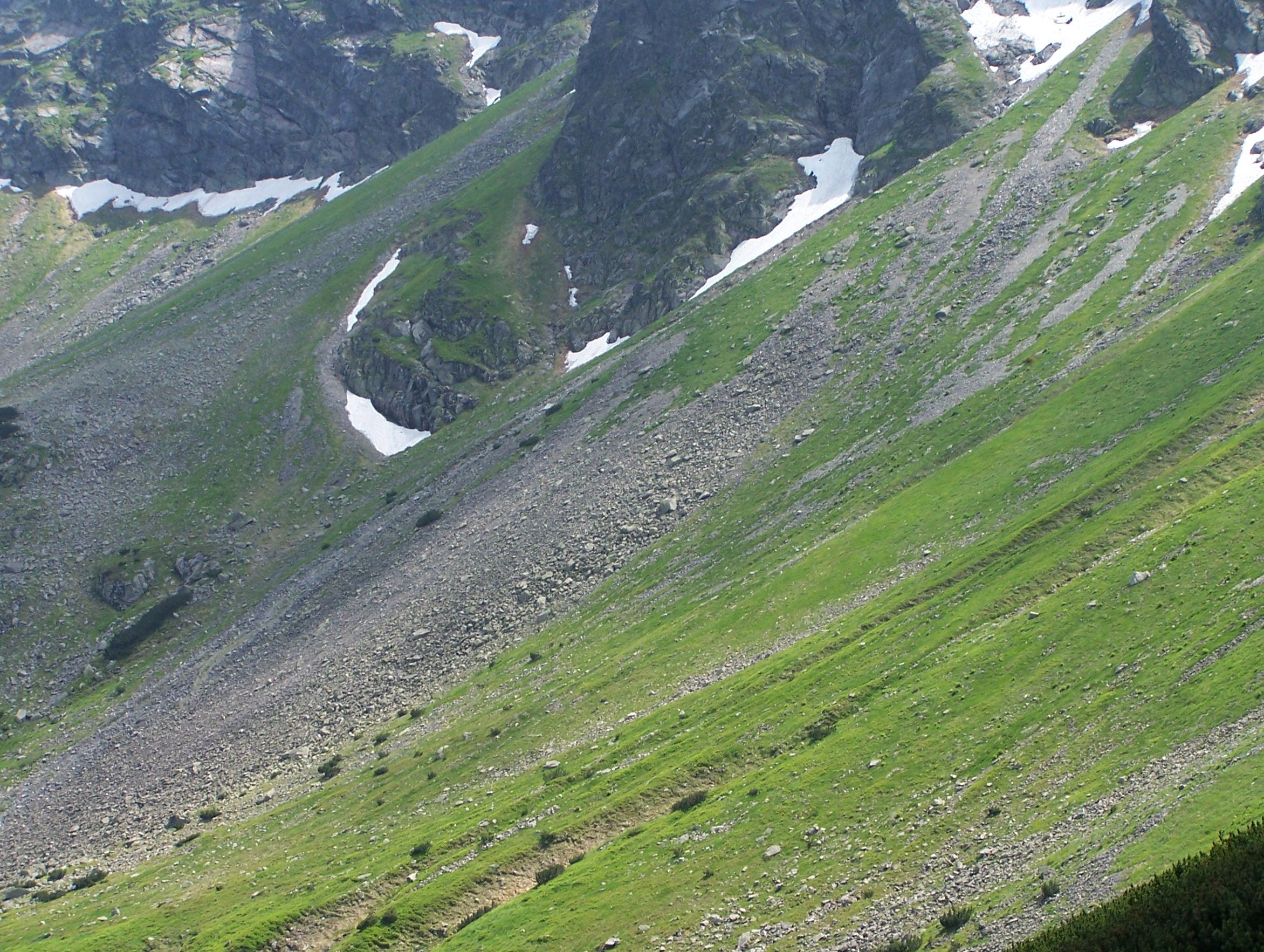
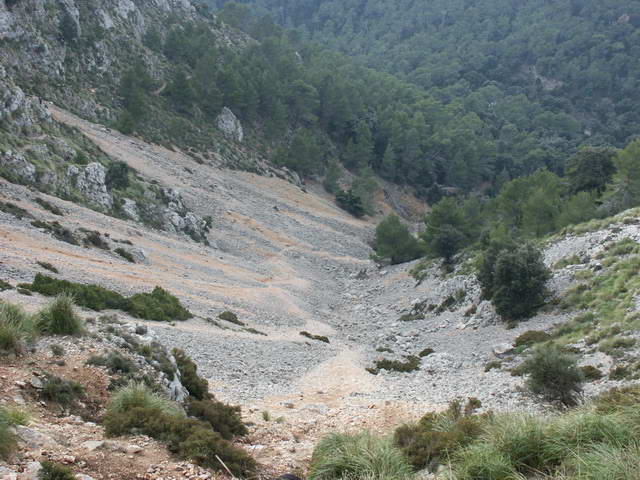
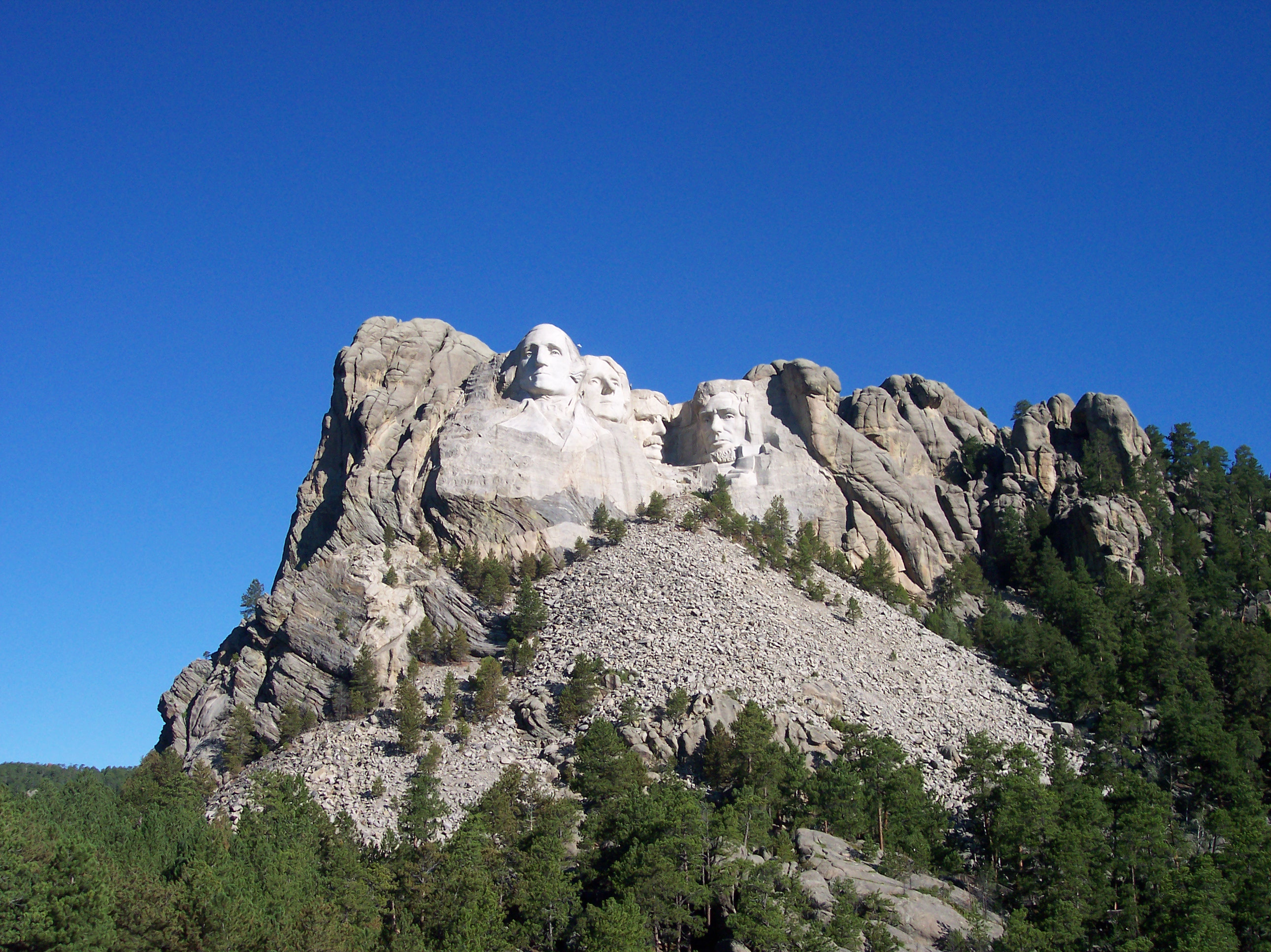
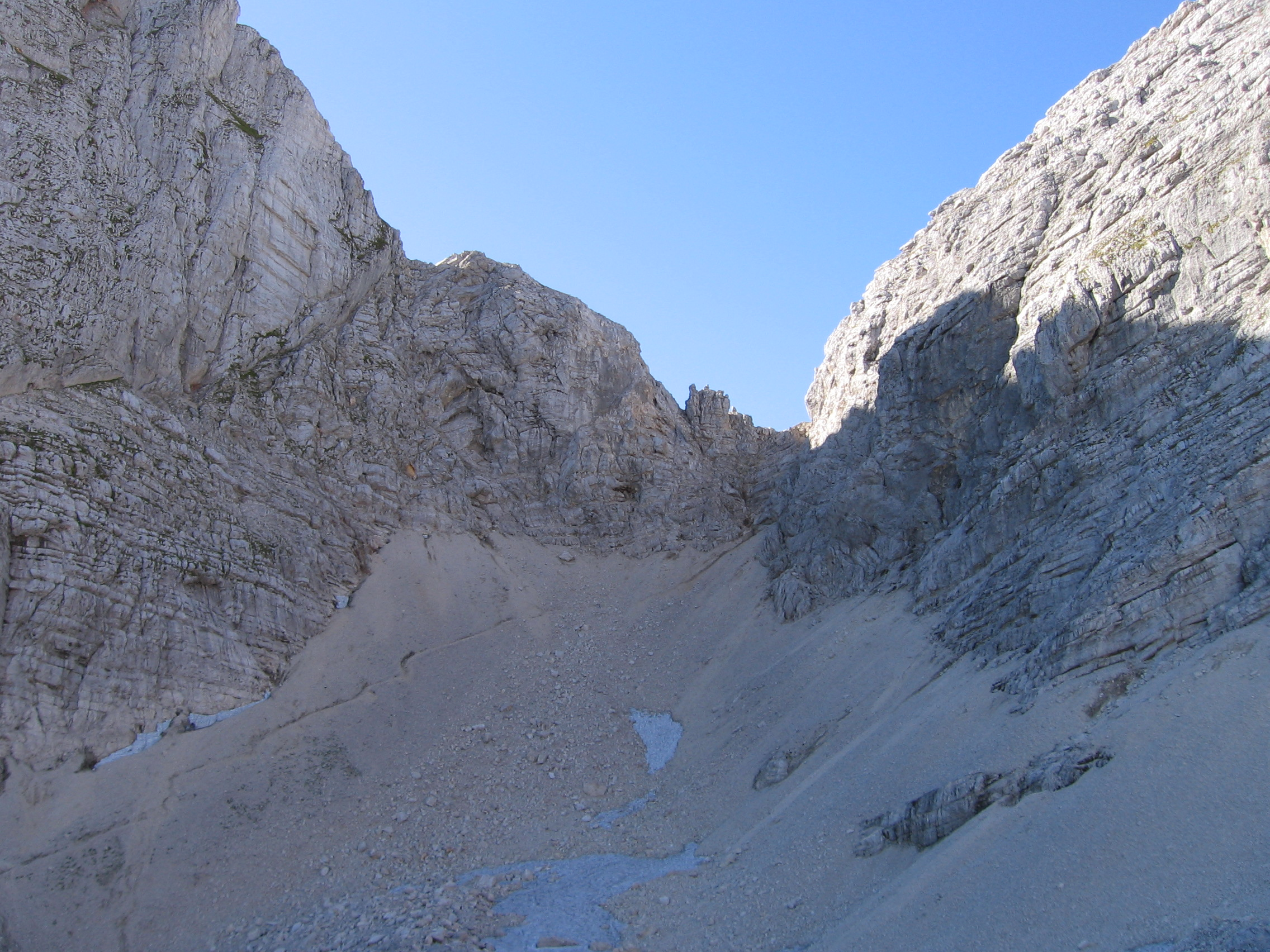
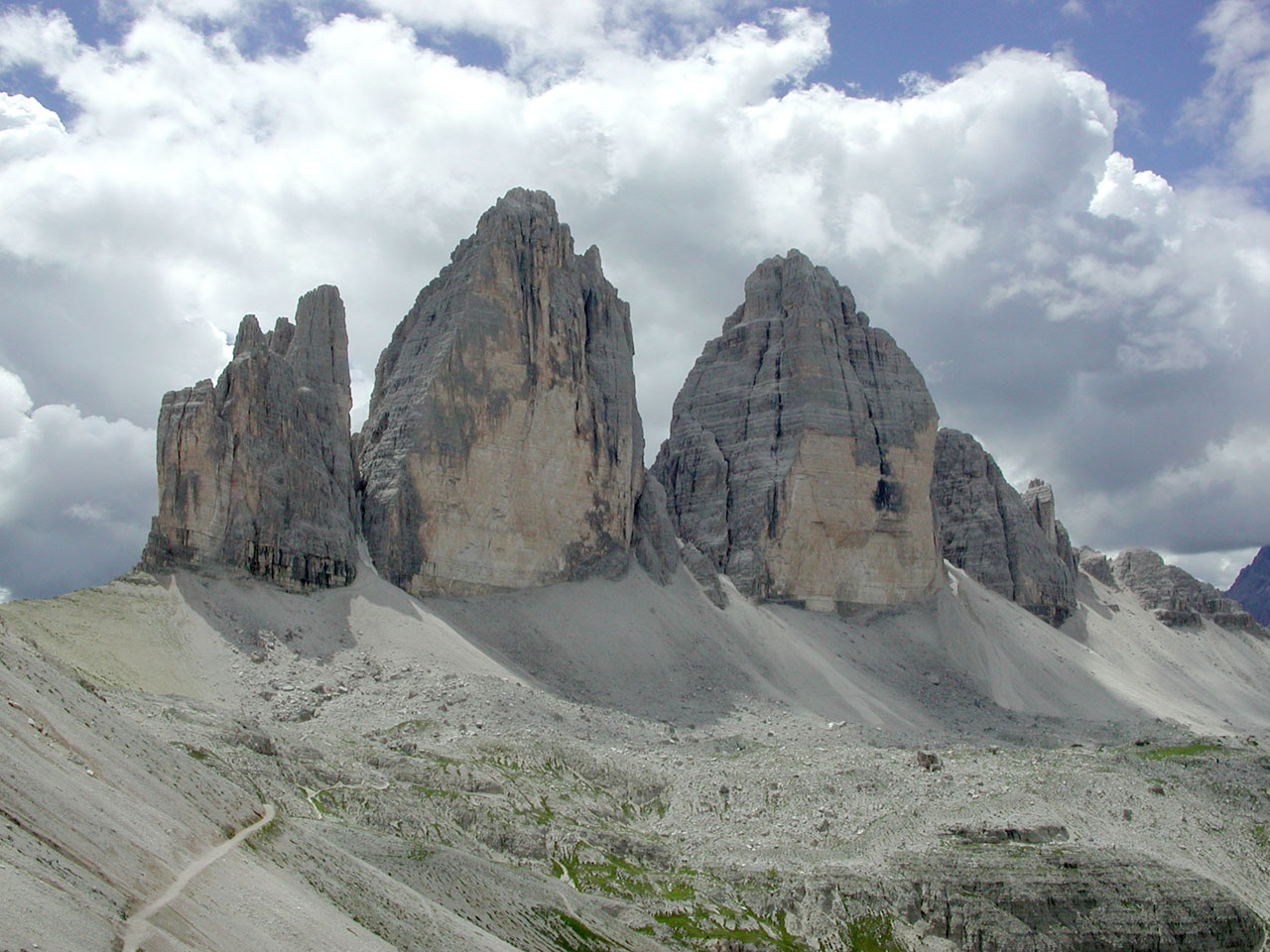